# Spennymoor
Spennymoor är en stad och civil parish i kommunen Durham i England. Orten har 19 816 invånare (2011).